# Augsburg Hauptbahnhof
Augsburg Hauptbahnhof is een spoorwegstation in de Duitse plaats Augsburg. Het station behoort tot de Duitse stationscategorie 2. Het station werd in 1846 geopend. 

## Treindienst
| Serie           | Treinsoort                        | Route | Bijzonderheden |
| --------------- | --------------------------------- | --- | --- |
| ICE 3           | InterCityExpress (DB Fernverkehr) | Berlin Hbf – Hannover Hbf – Frankfurt (Main) Hbf – [ Darmstadt Hbf ] / [ Mannheim Hbf – Stuttgart Hbf – Ulm Hbf – Augsburg Hbf – München Hbf ] | |
| ICE 11          | InterCityExpress (DB Fernverkehr) | [ Berlin Ostbahnhof – Berlin Hbf – Berlin-Spandau – Braunschweig Hbf – Hildesheim Hbf – Göttingen – Kassel-Wilhelmshöhe – Fulda – Hanau Hbf – Frankfurt (Main) Hbf ] / [ Wiesbaden Hbf – Mainz Hbf – Worms Hbf ] – Mannheim Hbf – Stuttgart Hbf – Ulm Hbf – Augsburg Hbf – München-Pasing – München Hbf | Één trein van Wiesbaden naar München. |
| ICE 25          | InterCityExpress (DB Fernverkehr) | [ [ Kiel Hbf – Neumünster ] / [ Hamburg-Altona ] – Hamburg Dammtor – Hamburg Hbf – ] / [ Oldenburg (Oldb) Hbf – Bremen Hbf – ] Hannover Hbf – Göttingen – Kassel-Wilhelmshöhe – Fulda – Würzburg Hbf – [ Nürnberg Hbf – ] / [ Treuchtlingen – Donauwörth – Augsburg Hbf – München-Pasing ] / [ Ingolstadt Hbf ] – München Hbf – Tutzing – Murnau – Oberau – Garmisch-Partenkirchen | Rijdt elk uur tussen Hamburg en München. Elke twee uur een vleugeltrein naar/van Oldenburg. Enkele treinen via Augsburg. Één trein per dag door naar Garmisch-Partenkirchen.                                                               |
| ICE 28          | InterCityExpress (DB Fernverkehr) | [ Hamburg-Altona – Hamburg Dammtor – Hamburg Hbf – Ludwigslust – Wittenberge – Berlin Spandau ] / [ [ Warnemünde – Rostock Hbf – Waren (Müritz) – Neustrelitz Hbf ] / [ Ostseebad Binz – Stralsund Hbf – Greifswald – Züssow – Anklam – Pasewalk – Prenzlau – Angermünde – Eberswalde ] – Berlin Gesundbrunnen ] – Berlin Hbf – Berlin Südkreuz – Lutherstadt Wittenberg – Leipzig Hbf – Naumburg (Saale) Hbf – [ Erfurt Hbf – Gotha – Eisenach ] / [ Jena Paradies – Saalfeld (Saale) – Lichtenfels – Bamberg – Erlangen – Nürnberg Hbf – [ Ingolstadt Hbf ] / [ Augsburg Hbf – München-Pasing ] – München Hbf – Tutzing – Murnau – Oberau – Garmisch-Partenkirchen – Mittenwald – Seefeld – Innsbruck Hbf ] | Elk uur tussen Hamburg en Leipzig. Twee treinen per dag naar Innsbruck. |
| ICE 42          | InterCityExpress (DB Fernverkehr) | Münster (Westf) Hbf – Dortmund Hbf – Bochum Hbf – Essen Hbf – Duisburg Hbf – Düsseldorf Hbf – Köln Hbf – Siegburg/Bonn – Montabaur – Limburg Süd – Frankfurt (Main) Flughafen Fernbahnhof – Mannheim Hbf – Stuttgart Hbf – Ulm Hbf – Augsburg Hbf – München-Pasing – München Hbf | Eenmaal per twee uur tussen Dortmund en München. |
| ICE 90          | Railjet (ÖBB)                     | Mainz Hbf – Frankfurt (Main) Flughafen Fernbahnhof – Frankfurt (Main) Hbf – Mannheim Hbf – Stuttgart Hbf – Ulm Hbf – Augsburg Hbf – München-Pasing – München Hbf – Salzburg Hbf – Linz Hbf – St. Pölten Hbf – Wien West – Wien Meidling – Wien Hbf – Hegyeshalom – Mosonmagyarovar – Györ – Tatabanya – Kelenföld – Budapest-Keleti | Rijdt elke twee uur tussen München en Budapest. Enkele treinen vanaf Mainz. |
| IC 26           | Intercity (DB Fernverkehr)        | [ [ Westerland (Sylt) – Husum ] / [ Hamburg-Altona ] – Hamburg Dammtor ] / [ Ostseebad Binz – Stralsund Hbf – Rostock Hbf – Bützow – Bad Kleinen – Schwerin Hbf ] – Hamburg Hbf – Hamburg-Harburg – Lüneburg – Uelzen – Celle – Hannover Hbf – Göttingen – Kassel-Wilhelmshöhe – [ Marburg (Lahn) – Gießen – Frankfurt (Main) Hbf – Darmstadt Hbf – Bensheim – Weinheim (Bergstraße) – Heidelberg Hbf – Bruchsal – Karlsruhe Hbf ] / [ Fulda – Würzburg Hbf – Ansbach – Augsburg Hbf – [ Buchloe – Kempten (Allgäu) Hbf – Immenstadt – Oberstdorf ] / [ München Ost – Rosenheim – [ Prien a Chiemsee – Traunstein – Freilassing – Berchtesgaden ] / [ Kufstein – Innsbruck Hbf ] ] | Enkele treinen vanaf Binz en Westerland, enkele treinen vanaf Kassel richting Augsburg. |
| IC 28           | Intercity (DB Fernverkehr)        | Berlin Gesundbrunnen – Berlin Hbf – Berlin Südkreuz – Lutherstadt Wittenberg – Leipzig Hbf – Jena Paradies – Saalfeld (Saale) – Lichtenfels – Bamberg – Erlangen – Nürnberg Hbf – Donauwörth – Augsburg Hbf – München Hbf | 1 trein per dag naast de ICE verbindingen. |
| IC/EC 32        | Intercity (DB Fernverkehr)        | [ [ Ostseebad Binz – Stralsund Hbf – Greifswald ] / [ Seebad Heringsdorf – Zinnowitz ] – Züssow – Pasewalk – Angermünde – Berlin Gesundbrunnen ] / [ Dresden Hbf – Berlin Südkreuz – Berlin Hbf ] – Berlin-Spandau – Stendal Hbf – Wolfsburg Hbf – Hannover Hbf – [ Herford – Bielefeld Hbf – Gütersloh Hbf – Hamm (Westf) – Dortmund Hbf – Bochum Hbf – Essen Hbf – Mülheim (Ruhr) Hbf ] / [ Osnabrück Hbf – Münster Hbf – Recklinghausen Hbf – Wanne-Eickel Hbf – Gelsenkirchen Hbf – [ Essen Hbf – Mülheim (Ruhr) Hbf ] / [ Oberhausen Hbf ] ] – Duisburg Hbf – [ [ Krefeld Hbf ] / [ Düsseldorf Flughafen – Düsseldorf Hbf – Neuss Hbf ] – Mönchengladbach Hbf – Aachen Hbf ] / [ Düsseldorf Flughafen – Düsseldorf Hbf – Köln Hbf – Bonn Hbf – Remagen – Andernach – Koblenz Hbf – Bingen (Rhein) Hbf – Mainz Hbf – Worms Hbf – Mannheim Hbf – Heidelberg Hbf – Vaihingen (Enz) – Stuttgart Hbf – [ Reutlingen – Tübingen ] / [Plochingen – Göppingen – Ulm Hbf – [ Biberach (Riß) – Ravensburg – Friedrichshafen Stadt – Lindau Hbf – Bregenz – Dornbirn – Feldkirch – Bludenz – Landeck-Zams – Imst-Pitztal – Telfs-Pfaffenhofen – Innsbruck Hbf ] / [ Günzburg – Augsburg Hbf – München-Pasing – München Hbf – Rosenheim – Bad Endorf – Prien a Chiemsee – Traunstein – Freilassing – Salzburg Hbf – Golling-Abtenau – Bischofshofen – St. Johann im Pongau – Schwarzbach-St. Veit – Dorfgastein – Bad Hofgastein – Bad Gastein – Mallnitz-Obervellach – Spittal-Milstättersee – Villach Hbf – Velden am Wörthersee – Pörtschach am Wörthersee – Krumpendorf am Wörthersee – Klagenfurt Hbf ] ] | 's Zomers één trein per richting per week tussen Keulen en Binz/Heringsdorf. Enkele treinen tussen Hannover en Essen via Münster. Één trein per dag vanaf Ulm naar Innsbruck. Doordeweeks één trein per dag vanaf Stuttgart naar Tübingen. |
| IC 60           | Intercity (DB Fernverkehr)        | Basel Bad Bf – Freiburg (Breisgau) Hbf – Baden-Baden – Karlsruhe Hbf – Bruchsal – Stuttgart Hbf – Plochingen – Göppingen – Ulm Hbf – Augsburg Hbf – München-Pasing – München Hbf – Rosenheim – Prien a Chiemsee – Traunstein – Freilassing – Salzburg Hbf | Elke twee uur tussen Karlsruhe en München. Enkele treinen tussen Basel en Karlsruhe en tussen München en Salzburg. |
| IC/EC 62        | Intercity (DB Fernverkehr)        | [ Frankfurt (Main) Hbf – Darmstadt Hbf – Bensheim – Weinheim (Bergstraße) – Heidelberg Hbf ] / [ Saarbrücken Hbf – Homburg (Saar) Hbf – Kaiserslautern Hbf – Neustadt (Weinstr) Hbf – Ludwigshafen (Rhein) Hbf – Mannheim Hbf ] – Stuttgart Hbf – Ulm Hbf – Günzburg – Augsburg Hbf – München Hbf – München Ost – Rosenheim – Prien a Chiemsee – Traunstein – Freilassing – Salzburg Hbf – Golling-Abtenau – Bischofshofen – [ St. Johann im Pongau – Schwarzbach-St. Veit – Dorfgastein – Bad Hofgastein – Bad Gastein – Mallnitz-Obervellach – Spittal-Milstättersee – Villach Hbf – Velden am Wörthersee – Pörtschach am Wörthersee – Krumpendorf am Wörthersee – Klagenfurt Hbf ] / [ Schladming – Liezen – Selzthal – Graz Hbf ] | Rijdt elke twee uur. |
| TGV 9570 ICE 83 | TGV (SNCF)                        | Paris Est – Strasbourg-Ville – Karlsruhe Hbf – Stuttgart Hbf – Ulm Hbf – Augsburg Hbf – München Hbf | |
| NJ 425          | Nightjet (ÖBB)                    | Brussel-Zuid – Brussel-Noord – Luik-Guillemins – Aachen Hbf – Köln-Ehrenfeld – Bonn Hbf – Koblenz Hbf – Mainz Hbf – Frankfurt (Main) Süd – Erfurt Hbf – Halle (Saale) Hbf – Berlin Südkreuz – Berlin Hbf | Drie keer per week. Trein splitste en combineerde in Mannheim Hbf. Rijdt Brussel – Mannheim samen NJ 40425. Rijdt Mannheim – Berlijn samen met NJ 40469.                                                                                   |